# Helmut Duffe
Helmut Duffe (* 2. September 1948 in Münchberg; † 22. April 2016 in Windsbach) war ein deutscher evangelischer Komponist und Chorleiter.

## Leben und Werk
Die musikalische Begabung von Helmut Duffe wurde früh entdeckt. Er kam als Kind zum Windsbacher Knabenchor und wurde von dem damaligen Leiter Hans Thamm gefördert. Er studierte an der Bayreuther Kirchenmusikschule (heute Hochschule für evangelische Kirchenmusik Bayreuth) und legte 1970 dort sein B-Diplom ab. Danach wurde er zum Chorassistent beim Windsbacher Knabenchor ernannt. Als Klavier- und Orgellehrer prägte er dort Generationen von Schülern. Auch Theoriefächer wie Gehörbildung und Harmonielehre unterrichtete er dort. 1979 wurde er in der Nachfolge von Emanuel Vogt als Dekanatskantor für den Dekanatsbezirk Windsbach tätig.
Helmut Duffe wurde als Komponist von zahlreichen Chorwerken, Bläserstücken und Orgelvorspielen bekannt. Er schrieb unter anderem die Windsbacher Psalmen, die zum festen Repertoire des Windsbacher Knabenchors gehören. Sein bekanntestes Kirchenlied, Zum Tisch des Herren lasst uns gehen wurde ins Evangelische Gesangbuch (Regionalteil Bayern und Thüringen, Nummer 578) aufgenommen.
2006 wurde er von Chorleiter Karl-Friedrich Beringer in den Ruhestand verabschiedet. Er starb nach langer Krankheit im Alter von 67 Jahren und wurde auf dem Friedhof Windsbach neben seinem Freund und Kollegen Emanuel Vogt beigesetzt.
Anlässlich des 75. Geburtstages von Helmut Duffe veranstaltete Klaus Wedel am 23. September 2023 ein Gedächtniskonzert in der Johanniskirche in Helmbrechts ausschließlich mit Kompositionen von Duffe. Neben dem federführenden Veranstalter spielte das Blechbläserensemble Brassers&Sisters und sang Sibylla Duffe.